# Caíque Silva Rocha
Caíque Silva Rocha, meglio noto come Caíque (Salvador, 10 gennaio 1987), è un ex calciatore brasiliano, di ruolo centrocampista.

## Carriera
Ha giocato nella massima serie brasiliana con Vasco da Gama ed Avaí e in quella sudcoreana con Gyeongnam ed Ulsan HD, e nella seconda divisione brasiliana con Guarani ed Atlético Goianiense.

## Statistiche

### Presenze e reti nei club
Statistiche aggiornate al 2 settembre 2021.
| Stagione               | Squadra                | Campionato             | Campionato | Campionato | Coppe nazionali | Coppe nazionali | Coppe nazionali | Coppe continentali | Coppe continentali | Coppe continentali | Altre coppe | Altre coppe | Altre coppe | Totale | Totale |
| Stagione               | Squadra                | Comp                   | Pres       | Reti       | Comp            | Pres            | Reti            | Comp               | Pres               | Reti               | Comp        | Pres        | Reti        | Pres   | Reti   |
| ---------------------- | ---------------------- | ---------------------- | ---------- | ---------- | --------------- | --------------- | --------------- | ------------------ | ------------------ | ------------------ | ----------- | ----------- | ----------- | ------ | ------ |
| 2009                   | Oeste                  | A1/SP                  | 18         | 3          |                 | -               | -               |                    | -                  | -                  |             | -           | -           | 18     | 3      |
| 2009                   | Guarani                | B                      | 24         | 4          |                 | -               | -               |                    | -                  | -                  |             | -           | -           | 24     | 4      |
| 2010                   | Vasco da Gama          | A/RJ+A                 | 1+4        | 0          |                 | -               | -               |                    | -                  | -                  |             | -           | -           | 5      | 0      |
| 2011                   | Vasco da Gama          | A/RJ+A                 | 0+4        | 0          | CB              | 1               | 0               |                    | -                  | -                  |             | -           | -           | 5      | 0      |
| Totale Vasco da Gama   | Totale Vasco da Gama   | Totale Vasco da Gama   | 9          | 1          |                 | 1               | 0               |                    | -                  | -                  |             | -           | -           | 10     | 1      |
| 2011                   | Avaí                   | A                      | 6          | 0          |                 | -               | -               |                    | -                  | -                  |             | -           | -           | 6      | 0      |
| 2012                   | Gyeongnam              | K1                     | 41         | 12         | CCS             | 4               | 1               |                    | -                  | -                  |             | -           | -           | 46     | 13     |
| 2013                   | Ulsan HD               | K1                     | 18         | 3          | CCS             | 1               | 0               |                    | -                  | -                  |             | -           | -           | 19     | 3      |
| 2014                   | Ulsan HD               | K1                     | 1          | 0          |                 | -               | -               | ACL                | 2                  | 0                  |             | -           | -           | 3      | 0      |
| Totale Ulsan Hyundai   | Totale Ulsan Hyundai   | Totale Ulsan Hyundai   | 19         | 3          |                 | 1               | 0               |                    | 2                  | 0                  |             | -           | -           | 22     | 3      |
| 2015                   | Atl. Goianiense        | B                      | 4          | 0          |                 | -               | -               |                    | -                  | -                  |             | -           | -           | 4      | 0      |
| 2016                   | Atl. Goianiense        | PD/GO+B                | 7+11       | 0          | CB              | 1               | 0               |                    | -                  | -                  |             | -           | -           | 19     | 0      |
| Totale Atl. Goianiense | Totale Atl. Goianiense | Totale Atl. Goianiense | 22         | 0          |                 | 1               | 0               |                    | -                  | -                  |             | -           | -           | 23     | 0      |
| 2017                   | Grêmio Novorizontino   | A1/SP                  | 6          | 0          |                 | -               | -               |                    | -                  | -                  |             | -           | -           | 6      | 0      |
| 2017                   | CSA                    | C                      | 11         | 0          |                 | -               | -               |                    | -                  | -                  |             | -           | -           | 11     | 0      |
| 2018                   | CSA                    | PD/AL+B                | 2+0        | 0          |                 | -               | -               |                    | -                  | -                  |             | -           | -           | 2      | 0      |
| Totale CSA             | Totale CSA             | Totale CSA             | 13         | 0          |                 | -               | -               |                    | -                  | -                  |             | -           | -           | 13     | 0      |
| 2019                   | Joinville              | PD/SC+D                | 14+4       | 0          | CB              | 1               | 0               |                    | -                  | -                  |             | -           | -           | 19     | 0      |
| 2020                   | Ferroviário-CE         | PD/CE+C                | 11+14      | 3+1        |                 | -               | -               |                    | -                  | -                  |             | -           | -           | 25     | 4      |
| 2021                   | Taubaté                | A2/SP                  | 8          | 0          |                 | -               | -               |                    | -                  | -                  |             | -           | -           | 8      | 0      |
| Totale carriera        | Totale carriera        | Totale carriera        | 209        | 27         |                 | 8               | 1               |                    | 2                  | 0                  |             | -           | -           | 219    | 28     |

## Palmarès

### Club

#### Competizioni nazionali
- Coppa del Brasile: 1

Vasco da Gama: 2011
- Campeonato Brasileiro Série B: 1

Atl. Goianiense: 2016
- Campeonato Brasileiro Série C: 1

CSA: 2017

#### Competizioni statali
- Campionato Alagoano: 1

CSA: 2018